# Escut de la casa Jaume Cardús
L'Escut de la casa Jaume Cardús és una obra barroca de Capellades (Anoia) inclosa a l'Inventari del Patrimoni Arquitectònic de Catalunya.

## Descripció
Es tracta de la dovella d'una porta, Actualment està inserida disns una façana d'època posterior a la dovella . l'escurt tanca, amb fulles de geganta i una petxina a la part superior coronada per una cru, el nom de JAUME CARDÚS
Fora de l'escurt, a banda i banda de la petxina, s'hi pot llegir la data de 179...faltant el quart numero.
La tipologia és totalment barroca.

## Història
Segons Busquests, els Cardús eren una família de fabricants de paper.